# Chiesa di Santa Maria dei Miracoli (Palermo)

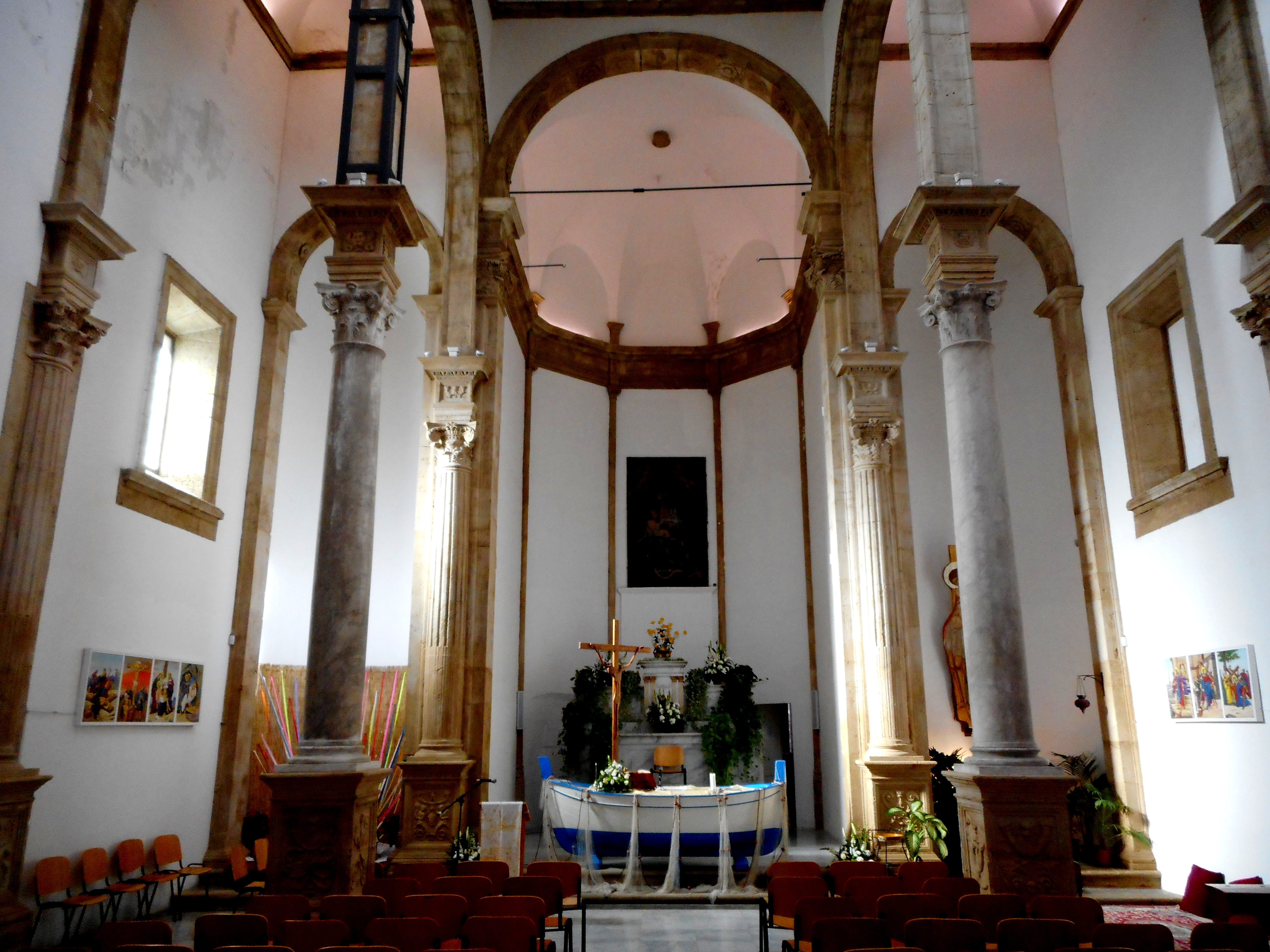
Interno della chiesa

La chiesa di Santa Maria dei Miracoli è un edificio di culto ubicato in piazza Marina, angolo via Lungarini, nel centro storico di Palermo.

## Storia

### Epoca spagnola
Le vicende di Santa Maria dei Miracoli fanno riferimento a un evento prodigioso collegato all'immagine della Madre di Dio: il canonico Antonino Mongitore documenta nel 1819 un avvenimento risalente al 1543, quando Palermo venerava come patrona Santa Cristina, allestendo per i festeggiamenti cittadini la caratteristica fiera nel piano della cattedrale.
L'edificio in stile rinascimentale, iniziato nel 1547 al tempo di Carlo II e del viceré di Sicilia Giovanni della Vega, arcivescovo Pietro Tagliavia d'Aragona, grazie ai contributi della Confraternita di Santa Maria dei Miracoli fu in seguito completato con le donazioni della comunità fiorentina.
Nel 1629, dopo la dispersione della comunità fiorentina, titolare della concessione per l'esercizio del culto, il Senato palermitano destinò la struttura ai religiosi dell'Ordine dei frati minori conventuali della chiesa di San Francesco d'Assisi de' Chiodari, che vi istituirono il loro noviziato chiamato il "Conventino".

### L'evento prodigioso
In prossimità del luogo dove sorge la chiesa un tempo esisteva, dipinta sul muro, un'immagine mariana chiamata "della Grazia di Costantinopoli", ritenuta miracolosa.
Il 10 maggio 1543, mentre si celebrava nel grande Piano della Marina la festa della traslazione di Santa Cristina, antica patrona della città, secondo la tradizione un povero mendicante infermo, tormentato dai dolori, mentre invocava la Vergine perché lo guarisse, si addormentò ai piedi dell'immagine mariana. Svegliatosi si accorse di essere guarito, e cominciò a gridare al miracolo. La notizia si diffuse in tutta la città e, fra i malati che accorrevano sul luogo, si verificarono numerose guarigioni, così le autorità religiose e civili decisero di costruire una chiesa, intitolata alla Madonna dei Miracoli.

## Chiesa di Sant'Apollonia
Sul fianco settentrionale coevo alla chiesa o di poco anteriore, fu concepito un loggiato ad archi centrici che adeguatamente delimitato, fu adibito a chiesa sotto il titolo di Sant'Apollonia.

## Confraternita di Santa Maria dei Miracoli
- 1547. Primitivo sodalizio promotore della costruzione del tempio.[2]